# Slant Six Games
Slant Six Games était un studio de développement de jeux vidéo indépendant, fondé en 2005 et basé à Vancouver au Canada. Il ferme en 2013.

## Jeux
| Titre                                   | Date de sortie | Plates-formes                    |
| --------------------------------------- | -------------- | -------------------------------- |
| SOCOM: U.S. Navy SEALs Tactical Strike  | 2007           | PlayStation Portable             |
| SOCOM: Confrontation                    | 2008           | PlayStation 3                    |
| SOCOM: US Navy Seals - Fireteam Bravo 3 | 2010           | PlayStation Portable             |
| Resident Evil: Operation Raccoon City   | 2012           | PlayStation 3, Xbox 360, Windows |